# Fehérvár Enthroners
Die Fehérvár Enthroners sind eine American-Football-Mannschaft aus dem ungarischen Székesfehérvár.
Die 2007 gegründeten Entthroners spielen seit 2018 in der Hungarian Football League und gewannen zwei Mal die ungarische Meisterschaft. Seit 2018 nehmen sie am österreichischen Spielbetrieb teil und waren dort bis 2022 unbesiegt. Seit der Saison 2023 spielt die erste Mannschaft der Enthroners in der European League of Football.

## Geschichte

### Hungarian Football League
Die Enthroners wurden 2007 gegründet und spielten anfangs in unteren Spielklassen des ungarischen Spielbetriebs. Mit der Eröffnung des MÁV-Előre-Stadion an der Takarodó-Straße 2016 begann der Aufstieg der Enthroners. Das First Field genannte Stadion ist das erste American-Football-Stadion Ungarns. 2016 stiegen die Enthroners in die zweite Spielklasse Divízió I auf, die sie 2017 gleich gewinnen konnten. Seit 2018 spielen die Enthroners in der HFL und parallel im österreichischen Spielbetrieb.
2018 verpassten die Enthroners auf Platz 5 die Play-offs. 2019 beendete die Mannschaft die reguläre Saison auf Platz 3 und zogen in den Hungarian Bowl XIV ein, den die Enthroners gegen die Kiew Capitals mit 14:12 gewannen. Head Coach war Jim Ward. Nach der ausgefallenen Saison 2020 gewannen die Enthroners alle Spiele der regulären Saison 2021, unterlagen im Hungarian Bowl XV den Budapest Wolves mit 7:18.

### Austrian Football League Division
Im österreichischen Spielbetrieb ist die Mannschaft bisher unbesiegt. Sie gewann 2018 den Mission Bowl der AFL Division IV (fünfthöchste Spielklasse), 2019 den Challenge Bowl der AFL Division III. Nach der ausgefallenen Saison 2020 zogen die Enthroners in den Iron Bowl der Division II ein, mussten die Teilnahme jedoch absagen. In der Saison 2022 spielte die Mannschaft in der zweithöchsten Spielklasse AFL Division 1. Sie beendete die reguläre Saison mit einer Bilanz von 8 Siegen und 0 Niederlagen und zog in die Play-offs ein. Dort gewannen sie das Halbfinalspiel gegen die Cineplexx Blue Devils mit 48:18 und den Silver Bowl, das Finalspiel der AFL Division 1, mit 42:7 gegen Amstetten Thunder.

### Central European Football League
Die Meldung zur Central European Football League 2021 musste die Mannschaft zurückziehen. 2022 gewannen die Enthroners den CEFL Cup gegen die Prague Lions mit 24:20.

### European League of Football
Einen Monat vor dem Start der ELF Saison 2022 gab Commissioner Patrick Esume bei einer Pressekonferenz bekannt, dass die Fehérvár Enthroners ab der Saison 2023 in der European League of Football spielen. Jamie Hill blieb weiterhin Head Coach des Teams. Daneben spielt weiterhin ein Team der Enthroners in der AFL Division 1.

#### Saison 2023
Nach drei Niederlagen in den ersten drei Spielen entließen die Enthroners Quarterback Jerod Evans Auch unter seinem Nachfolger Kevin Doyle taten sich die Ungarn schwer. Die ersten beiden Siege gab es am grünen Tisch: die Prague Lions hatten nach internen Querelen das Spiel in Fehervar kurzfristig abgesagt, die Leipzig Kings aus der Liga zurückgezogen. Am 19. August 2023 konnten die Enthroners den ersten richtigen Sieg feiern: 19:3 gegen die Lions vor eigenem Publikum. Die Prager hatten das Heimrecht an die Ungarn abgegeben. Eine Woche später standen die Enthroners kurz vor der großen Sensation: gegen den amtierenden Meister Vienna Vikings unterlag man am Ende nur mit einem Punkt weniger.
Nach der Saison trennten sich die Enthroners von Head Coach Hill.

#### Saison 2024
Neuer Head Coach wurde der bisherige Offensive Coordinator Joe Ashfield. Als neuer Quarterback wurde im Dezember 2023 Jack Mangel von den Concord University Mountain Lions verpflichtet.
Im Frühjahr 2024 stellte das Franchise die Fehérvár Enthroners American Football Academy vor. In diesem neu gegründete Nachwuchszentrum sollen junge Spieler sowohl Football- als auch Schulbildung erhalten. Die Academy arbeitet mit der Stiftung Gridiron Imports zusammen, um jungen Spielern den Sprung ins amerikanische Collegesystem zu erleichtern. Zukünftig soll die Enthroners Academy auch die Mannschaft in der AFL Division I stellen. Direktor der Academy ist Head Coach Ashfield.
In der Saison gelangen den Enthroners zwei Heimsiege gegen die Prague Lions und gegen die Milano Seamen. Damit landete man auf Platz 4 der Eastern Conference.

#### Saison 2025
Neuer Head Coach zur Saison 2025 wurde Mark Ridgley. Er kommt von den Madrid Bravos und war zuvor Trainer im College Football und in der National Football League.

## ELF Statistik

### Platzierungen
| Saison | Conf./Div. | Platz | Spiele | S | N  | SQ    | P+  | P−  | Diff | Conf  | Serie          | Postseason | Zuschauer Ø |
| ------ | ---------- | ----- | ------ | - | -- | ----- | --- | --- | ---- | ----- | -------------- | ---------- | ----------- |
| 2023   | Eastern    | 4.    | 12     | 3 | 9  | 0,250 | 218 | 424 | −206 | 3:7   | 6N–1S–1N–2S–2N | –          | 1.760       |
| 2024   | Eastern    | 4.    | 12     | 2 | 10 | 0,167 | 168 | 422 | −254 | 1:7   | 6N–2S–4N       | –          | 1.560       |
| 2025   | East       |       |        |   |    |       |     |     |      |       |                |            |             |
| Summe  | Summe      | Summe | 24     | 5 | 19 | 0,208 | 386 | 846 | −460 | 04:14 |                | –          | 1.645       |

(HF: Halbfinale, CG: Championship Game)

### Direkter Vergleich
| Gegner             | erste Begegnung | Regular Season | Regular Season | Regular Season | Regular Season | Regular Season | Regular Season | Regular Season | Höchster Sieg | Höchste Niederlage |
| Gegner             | erste Begegnung | Sp             | S              | N              | SQ             | P+             | P−             | Diff           | Höchster Sieg | Höchste Niederlage |
| ------------------ | --------------- | -------------- | -------------- | -------------- | -------------- | -------------- | -------------- | -------------- | ------------- | ------------------ |
| Berlin Thunder     | 2023            | 6              | 1              | 5              | 0,167          | 67             | 255            | −188           | 34:31 (2025)  | 06:60 (2023)       |
| Cologne Centurions | 2024            | 2              | 0              | 2              | 0,000          | 38             | 86             | 0−48           | –             | 10:35 (2024)       |
| Frankfurt Galaxy   | 2023            | 2              | 0              | 2              | 0,000          | 13             | 94             | 0−81           | –             | 00:46 (2023)       |
| Leipzig Kings      | 2023            | 2              | 1              | 1              | 0,500          | 71             | 71             | 10±0           | 47:24 (2023)  | 24:47 (2023)       |
| Madrid Bravos      | 2025            | 2              | 0              | 2              | 0,000          | 29             | 94             | −65            | –             | 07:45 (2025)       |
| Milano Seamen      | 2024            | 2              | 1              | 1              | 0,500          | 41             | 36             | 10+5           | 27:17 (2024)  | 14:19 (2024)       |
| Panthers Wrocław   | 2023            | 6              | 0              | 6              | 0,000          | 94             | 283            | −189           | –             | 12:62 (2024)       |
| Prague Lions       | 2023            | 6              | 3              | 3              | 0,500          | 104            | 68             | 0+36           | 35:00 (2023)  | 00:40 (2025)       |
| Stuttgart Surge    | 2025            | 2              | 0              | 2              | 0,000          | 32             | 102            | 0−70           | –             | 12:55 (2025)       |
| Vienna Vikings     | 2023            | 6              | 0              | 6              | 0,000          | 81             | 266            | −185           | –             | 15:62 (2025)       |

Stand: 16. August 2025
Legende:
| Spiele       | Siege              | Niederlagen           |
| SQ Siegquote | P+ gemachte Punkte | P− gegnerische Punkte |

## ELF-Team

### Head Coaches
| #  | Name         | Saisons | Regular Season | Regular Season | Regular Season | Regular Season | Play-offs | Play-offs | Play-offs |
| #  | Name         | Saisons | Spiele         | S              | N              | Siegquote      | Spiele    | S         | N         |
| -- | ------------ | ------- | -------------- | -------------- | -------------- | -------------- | --------- | --------- | --------- |
| 1. | Jaime Hill   | 2023    | 12             | 3              | 9              | 0,250          | 0         | 0         | 0         |
| 2. | Joe Ashfield | 2024    | 12             | 2              | 10             | 0,167          | 0         | 0         | 0         |
| 3. | Mark Ridgley | 2025–   |                |                |                |                |           |           |           |

### Roster
Nach den Regeln der ELF hat der Großteil eines Rosters aus Home-Grown-Spielern zu bestehen, also solchen, die in dem Land begonnen haben American Football zu spielen, in dem sie aktuell spielen. Um die Konkurrenzfähigkeit einiger Teams zu steigern, hat die ELF die Ausweitung der Regionen, in denen jemand als Home Grown zählt, beschlossen. Für die Fehérvár Enthroners bedeutet dies vereinfachte Zugriffsrechte auf Spieler aus Rumänien und Serbien.

## Spielzeiten

### Ungarische Meisterschaft
| Jahr | Division | Rang | Sp | S | N | P+  | P−  | Play-offs                                                                                                 |
| 2009 | Div III  | 7.   | 4  | 1 | 3 | 105 | 150 | — |
| 2010 | Div II   | 3.   | 6  | 4 | 2 | 170 | 34  | — |
| 2011 | Div II   | 10.  | 5  | 0 | 5 | 45  | 127 | — |
| 2014 | Div II   | 11.  | 4  | 0 | 4 | 47  | 104 | — |
| 2015 | Div II   | 5.   | 4  | 2 | 2 | 60  | 79  | Niederlage WC: Zala Predators (7:14)                                                                      |
| 2016 | Div II   | 2.   | 4  | 4 | 0 | 116 | 14  | Sieg HF: Dabas Sparks (53:12), Niederlage DB VIII: Budapest Eagles (13:35)                                |
| 2017 | Div I    | 1.   | 7  | 7 | 0 | 248 | 45  | Sieg PB XI: Budapest Eagles (28:7)                                                                        |
| 2018 | HFL      | 5.   | 7  | 2 | 5 | 123 | 210 | — |
| 2019 | HFL      | 3.   | 5  | 3 | 2 | 117 | 67  | Sieg WC: Miskolc Steelers (33:28), Sieg HF: Budapest Cowbells (16:13), Sieg HB XIV: Kiev Capitals (14:12) |
| 2021 | HFL      | 1.   | 4  | 4 | 0 | 109 | 21  | Niederlage HB XV: Budapest Wolves (7:18)                                                                  |
| 2022 | HFL      | 1.   | 4  | 4 | 0 | 150 | 51  | Sieg HB XVI: Budapest Woves (31:24)                                                                       |

- WC = Wildcard-Runde
- HF = Halbfinale
- HB = Hungarian Bowl (Finale 1. Liga)
- PB = Pannon Bowl (Finale 2. Liga)
- DB = Duna Bowl (Finale 3. Liga)

### Österreichische Meisterschaft
| Jahr | Division        | Rang | Sp | S | N | P+  | P−  | Play-offs                                                                           |
| 2018 | Div 4 (Group B) | 1.   | 6  | 6 | 0 | 302 | 6   | Sieg HF: Wörgl Warriors (75:0), Sieg MB IV: Upper Styrian Rhinos (44:6)             |
| 2019 | Div 3 (Group B) | 1.   | 8  | 8 | 0 | 276 | 24  | Sieg HF: Pinzgau Celtics (37:6), Sieg CB XVI: Upper Styrian Rhinos (32:6)           |
| 2021 | Div 2 (Group A) | 1.   | 6  | 6 | 0 | 274 | 35  | Sieg HF: Styrian Hurricanes (70:0), Niederlage IB XIII: Schwaz Hammers (verzichtet) |
| 2022 | Div 1 (Group A) | 1.   | 8  | 8 | 0 | 262 | 38  | Sieg HF: Cineplexx Blue Devils (48:18), Sieg SB XXIV: Amstetten Thunder (42:7)      |
| 2023 | Div 1 (Group A) | 4.   | 8  | 1 | 7 | 59  | 232 | nicht qualifiziert                                                                  |
| 2024 | Div 1           | 4.   | 8  | 5 | 3 | 207 | 176 | Niederlage WC: Vienna Knights (0:18)                                                |

- HF = Halbfinale
- MB = Mission Bowl (Finale 5. Liga)
- CB = Challenge Bowl (Finale 4. Liga)
- IB = Iron Bowl (Finale 3. Liga)
- SB = Silver Bowl (Finale 2. Liga)

### International
| Jahr | Division | Rang | Sp | S | N | P+ | P− | Play-offs                                        |
| 2021 | CEFL     | -    | -  | - | - | -  | -  | Ausgeschieden VF Calanda Broncos (zurückgezogen) |
| 2022 | CEFL Cup | 1    | 1  | 1 | 0 | 34 | 12 | Sieg Finale: Prague Lions (24:20)                |

- VF = Viertelfinale